# Талицкий Чамлык

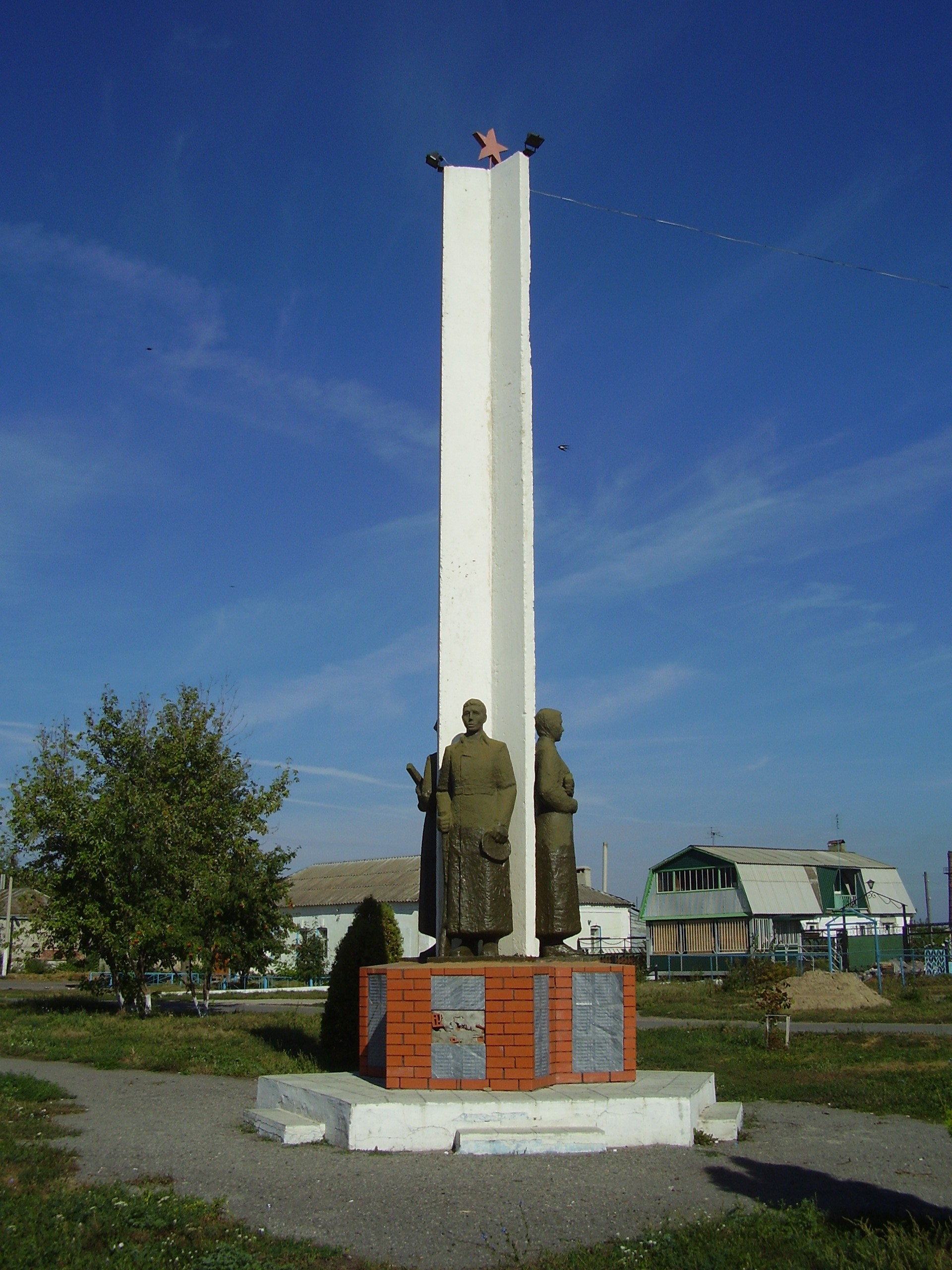
Талицкий Чамлык, памятник советским воинам

Та́лицкий Чамлы́к — село Добринского района Липецкой области. Административный центр Талицкого сельсовета.

## География
Расположен около устья реки Чамлык. Название — по городу Талицку и по реке Чамлыку.

## История
Сразу же после постройки крепости города Воронежа (1585 год) воронежцы организовали в числе других сторожу в устье Чамлыка. Люди, входившие в состав этой сторо́жи, делали разъезды по степи для наблюдения за передвижениями кочевников. Сторожа упоминается в росписях 1587 и 1623 годов.  

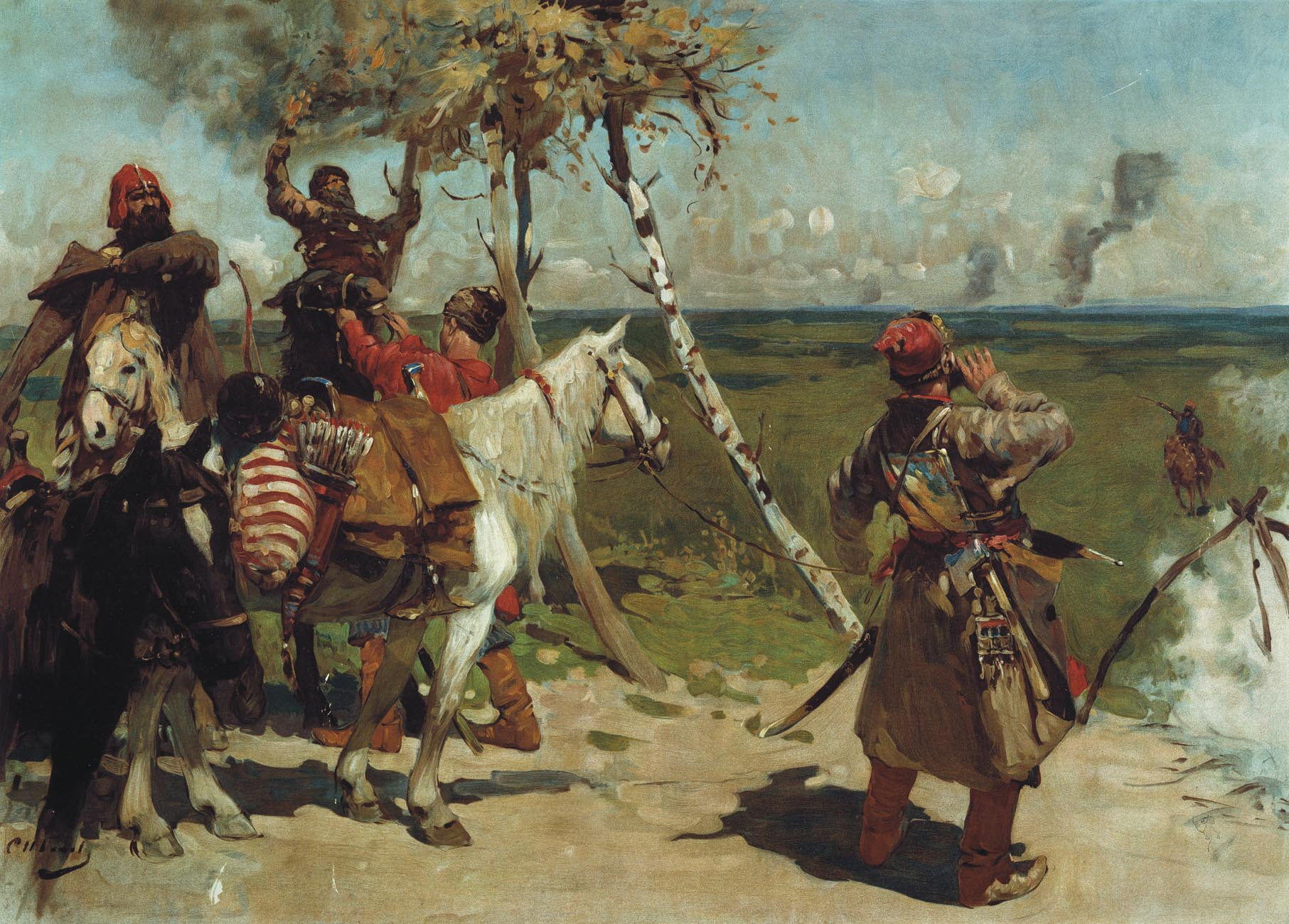
На сторожевой границе Московского государства

В 1705 году группа служилых людей из города Ливны и затем в 1707 году более значительная группа казаков из города Талицка заселяют устье Чамлыка и основывают Чамлыкскую слободу.
В 1710 году в слободе насчитывалось 70 дворов с общим числом жителей 257.
На карте Воронежской провинции (1724 г. ) (геодезисты Корней Бородавкин и Никита Сомароков) обозначена как населённый пункт с  церковью  .
В конце 1720-х годов в слободе построены Никольская и Козмодемьянская церкви, что привело к формированию двух самостоятельных слобод — Никольской и Козмодемьянской.
В 1739 году жители поддержали восстание Дементия Зарубина.
В 1769 г. окрестности села исследовал Иоганн Антон Гюльденштендт.
Через село проходил почтовый тракт Коломна-Бахмут.
В 1784 году землемером Бородиным было осуществлено межевание земель села Чамлыка Николаевского прихода (Ливенская слобода) и Козмодемьянского прихода (Талицкая слобода).
1837 год — открыта квартира станового пристава.
1843 год — открылось сельское училище.
В 1859 году в селе насчитывалось 400 дворов с 2917 жителями.  Располагалось волостное правление.
1865 год — начало строительство   каменного храма Космы и Дамиана
1872 год — строительство земской больницы.
1881 год —  освящён каменный храм Космы и Дамиана. Начато строительство колокольни.
В 1914 году — в селе проживало 5481 жителей. Имелись две земских и церковно-приходская школы, земская больница, аптека, аптекарский магазин, кредитное товарищество, Воздвиженская ярмарка и базар по средам.
февраль 1920 г.  — восстание крестьян против продразвёрстки
22 марта 1921 г. у села Талицкий Чамлык 1-я антоновская армия под командованием И. С. Колесникова вступила в ожесточённый бой с 14-й отдельной кавалерийской бригадой РККА под командованием А. Милонова. Потери антоновцев составили 800 раненых и убитых (по другим данным 300), 6 пулемётов.
В 1931 году в селе было крупное антиколхозное восстание.
В период с 26 ноября 1938 года по 6 января 1954 года являлось районным центром одноимённого района Воронежской области, в 1954 передан в состав Липецкой области.
В 1950-х годах в Талицком Чамлыке построили школу на 280 мест.
В 1957 г. был открыт в здании бывшей участковой больницы, была открыта первая в области психбольница на 130 коек.
В 2016 году в селе заложили камень в фундамент  новой церкви.
26 августа 2017 года, по благословению Высокопреосвященнейшего Никона, митрополита Липецкого и Задонского  состоялось торжественное открытие нижнего предела строящегося храма.

## Население

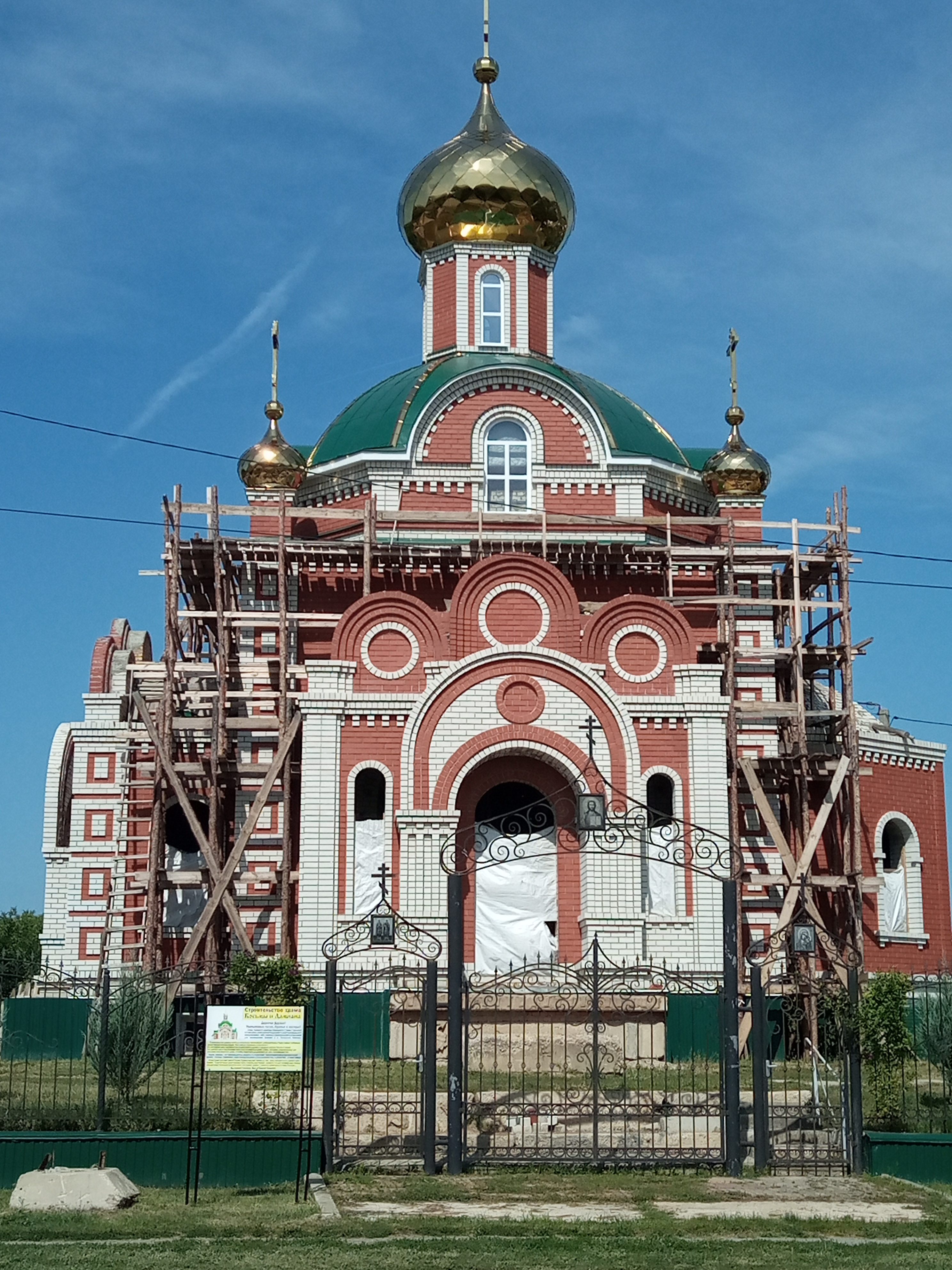
Церковь с. Талицкий Чамлык.

| 2010 |
| ---- |
| 2069 |

## Известные жители и уроженцы
- Нестеров, Степан Кузьмич (1906—1944) — Герой Советского Союза
- Григоров, Иван Алексеевич (1914—1982) — Герой Советского Союза
- Лупенко, Александра Николаевна (1920—2012) — Герой Социалистического труда

## Объекты культурного наследия

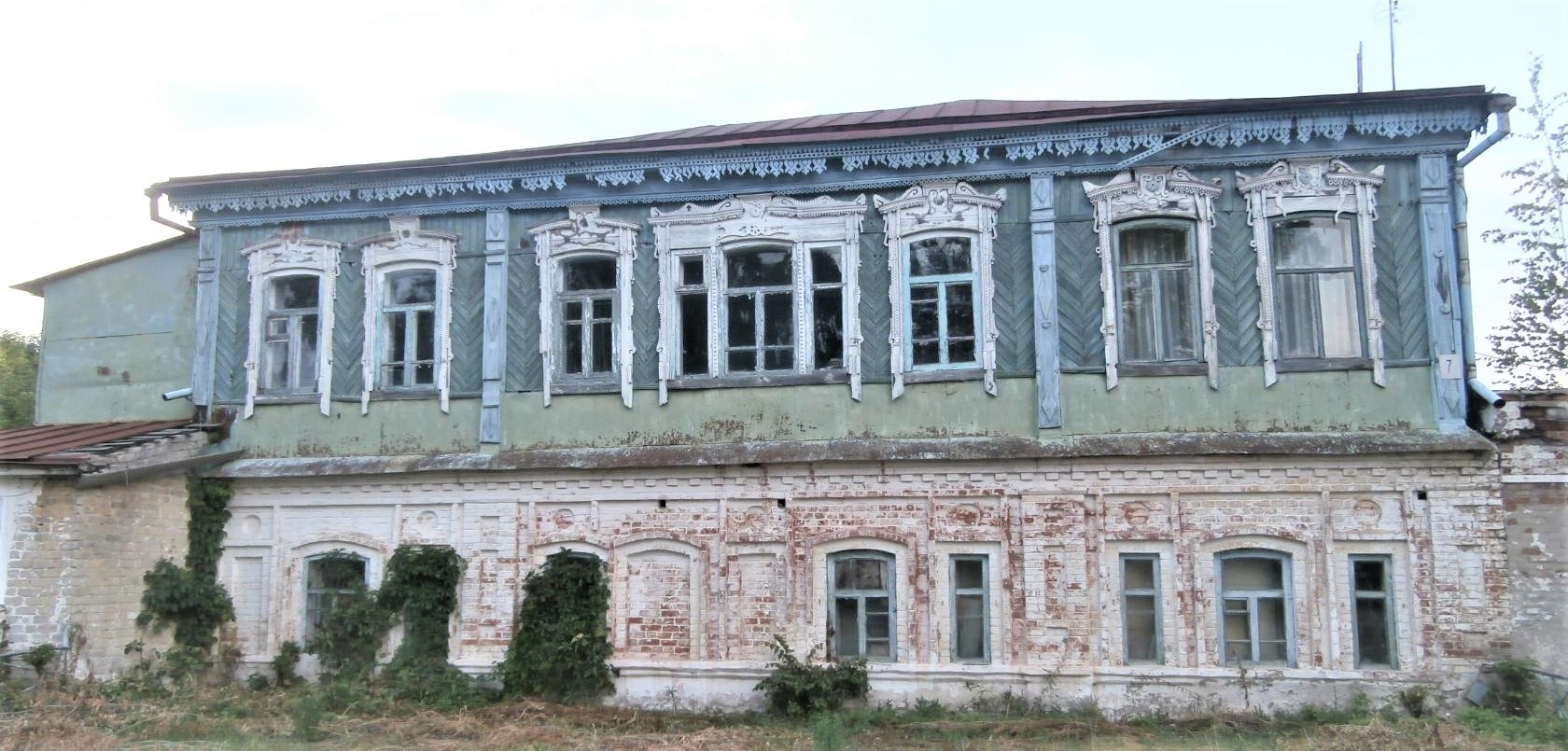
Усадебный дом братьев Малаховых, село Талицкий Чамлык

- Усадьба бр. Малаховых (кон. XIX в.)[20]:

1) дом усадебный 
2) контора
- Ансамбль архитектурный XIX в.[20]:

1) лавка торговая
2) лавка торговая
3) лавка торговая
- Дом крестьянский XIX в.: памятник архитектуры (вновь выявленный объект)[20]
- Дом крестьянский XIX в.: памятник архитектуры (вновь выявленный объект)[20]
- Курган  исторический памятник (региональный)[20]
- Поселение 1  исторический памятник (региональный)[20]